# Ahney Her
Whitney Her (født 1992 i Lansing, Michigan) bedre kendt under kunstnernavnet Ahney Her, er en amerikansk skuespillerinde, kendt for for Clint Eastwoods film Gran Torino.

## Filmografi
- Gran Torino (2008) - Sue Vang Lor
- Night Club (2011) - Nikki
- Batman v Superman: Dawn of Justice (2016) - Gidsel #1